# فيولا باري
فيولا باري (بالإنجليزية: Viola Barry)‏ هي ممثلة أمريكية، ولدت في 5 مارس 1894 في الولايات المتحدة، وتوفيت في 2 أبريل 1964 بهوليوود في الولايات المتحدة.

## أعمال

### أفلام
- (1914) تسليته المفضلة

## وصلات خارجية
- فيولا باري على موقع IMDb (الإنجليزية)
- فيولا باري على موقع ألو سيني (الفرنسية)
- فيولا باري على موقع تيرنر كلاسيك موفيز (الإنجليزية)
- فيولا باري على موقع أول موفي (الإنجليزية)
- فيولا باري على موقع قاعدة بيانات الأفلام السويدية (السويدية)
- فيولا باري على موقع قاعدة بيانات الفيلم (الإنجليزية)
- فيولا باري على موقع كينوبويسك (الروسية)